# Aušra

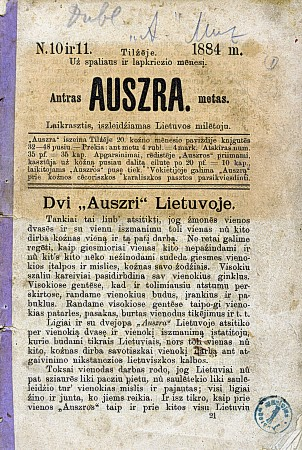
Auszra Doppelausgabe 10 & 11 von 1884

Aušra (auch Auszra, dt.: Morgenröte) war die erste litauische Volkszeitung. Die Erstausgabe erschien 1883 in Ragnit (heute russisch Neman) in Kleinlitauen. Später wurde sie monatlich in Tilsit (heute Sowjetsk) herausgegeben. Obwohl nur 40 Ausgaben erschienen und die Auflage 1000 Exemplare nicht überstieg, wird diese Publikation von vielen Wissenschaftlern als bedeutendes Ereignis für Litauen und als Beginn der nationalen Wiedererweckung gewertet, aus der letztlich die Unabhängigkeit Litauens nach dem Ende des Ersten Weltkriegs resultierte. Die Zeit zwischen dem ersten Erscheinen von Aušra 1883 und der Aufhebung des Publikationsverbotes 1904 wird in Litauen auch Aušros gadynė (Zeit der Morgenröte) genannt.

## Geschichte
Nachdem die russischen Behörden die Erlaubnis verweigert hatten, in Vilnius eine litauische Zeitung herauszugeben, schlug Jonas Šliūpas vor, diese in Ostpreußen zu veröffentlichen. Er selbst wurde jedoch für zu radikal für diese Aufgabe gehalten, und der Drucker Jurgis Mikšas bat Jonas Basanavičius, erster Herausgeber zu werden. Während ihres dreijährigen Erscheinens hatte Aušra nicht weniger als fünf Herausgeber. Als Mikšas aus persönlichen Gründen pausieren musste, wurde Šliūpas der Druckvorgang anvertraut. Zwischen ihm und dem in Bulgarien lebenden Basanavičius gab es jedoch schnell Streit, der sich an Šliūpas ungebetenen und beleidigenden Kommentaren zu den Artikeln anderer Autoren entzündete. Šliūpas hatte auch mit der deutschen Polizei wegen seiner Beteiligung an nationalistischen Bewegungen Schwierigkeiten und musste Preußen 1894 verlassen. Die weiteren Herausgeber, Martynas Jankus und Jonas Andziulaitis, hielten sich mit polemischen Texten zurück, und die Streitigkeiten beruhigten sich. Allerdings verschuldete sich Mikšas bald darauf und konnte die Zeitung nicht länger unterstützen. 1886 musste die Zeitung ihr Erscheinen einstellen.
Die Zeitung erschien außerhalb Litauens. Die Behörden des russischen Reiches hatten nach dem Januaraufstand 1863 ein Publikationsverbot in Kraft gesetzt. Es war verboten, jedwedes Schrifttum in litauischer Sprache und unter Verwendung des Lateinischen Alphabets zu veröffentlichen; die Regierung wollte die Graschdanka, ein mit kyrillischen Buchstaben geschriebenes Litauisch, durchsetzen. Deshalb wurde das Drucken mit lateinischen Lettern ins Ausland verlagert, hauptsächlich nach Kleinlitauen, und Knygnešiai (Bücherträger) schmuggelten die Druckwerke über die deutsch-russische Grenze. Dies war einer der Wege, auf denen Aušra ihre Leser erreichte; daneben wurde sie auch in versiegelten Umschlägen verschickt.

## Inhalt
Mehr als 70 Personen trugen zu Aušra bei. Die Autoren, auch Aušrininkai genannt, kamen aus wohlhabenden Bauernfamilien, die nach der Abschaffung der Leibeigenschaft 1863 an Bedeutung gewannen. Viele der Autoren hatten eine Ausbildung an russischen Universitäten genossen und sprachen fließend Polnisch. Wegen der häufigen Wechsel in der Herausgeberschaft hatte die Zeitung keine klare und durchgängige Ausrichtung. Basanavičius beispielsweise verstand Aušra nicht als politische Publikation, in der Erstausgabe kündigte er an, sie würde sich ausschließlich mit kulturellen Themen beschäftigen. Bald jedoch nahm die Zeitung einen nationalistischen Standpunkt ein. Aušra half, viele Vorstellungen über das Litauische Volk und seine Selbstsicht herauszukristallisieren. Plänen, die polnisch-litauische Union wiederherzustellen, wurde eine Absage erteilt. Die Autoren begannen, über einen unabhängigen litauischen Nationalstaat nachzudenken.
Aušra veröffentlichte viele Artikel zu den unterschiedlichsten Themen wie Landwirtschaft oder Berichte aus litauischen Gemeinschaften in den Vereinigten Staaten, am beliebtesten waren jedoch Geschichtsthemen. Das Vorwort der ersten Ausgabe wurde mit einem lateinischen Spruch eingeleitet: Homines historiarum ignari semper sunt pueri (Wer die Geschichte ignoriert, bleibt ewig ein Kind). Die Geschichtsartikel fußten auf den Werken von Simonas Daukantas, des ersten litauischen Historikers und zeichneten ein verklärtes Bild des mächtigen litauischen Großfürstentums. Aušra behielt eine anti-polnische, vor allem gegen den polnischen Adel gerichtete, Position bei, versuchte aber die Konfrontation mit dem zaristischen Russland zu vermeiden, weil man hoffte, auf diese Weise die Aufhebung des Presseverbots zu erreichen.
Die Zeitung richtete sich an die intellektuelle Oberschicht und hatte deshalb nur eine begrenzte Leserschaft. Die einfachen Leute auf dem Land billigten die weltliche Ausrichtung der Aušra und ihre Distanz zu katholischen Überlieferungen nicht.

## Folgepublikationen
Bald nachdem Aušra ihr Erscheinen einstellte, erschienen neue Zeitschriften auf Litauisch: Varpas (Die Glocke) war eine weltliche Zeitung, während Šviesa konservativer und der Geistlichkeit zugewandt war.